# 1-ша повітряна армія (США)
1-ша повітряна армія (США) (англ. First Air Force) — повітряна армія у складі ПС США. Штаб-квартира повітряної армії розташована на військово-повітряній базі Тиндалл, поблизу Панама-Сіті у штаті Флорида. Основним призначенням армії є захист повітряного простору Континентальних Сполучених Штатів, Американських Віргінських Островів, а також Пуерто-Рико. Повітряна армія також становить повітряну компоненту Північного Командування ЗС США і одночасно Континентального сектору НОРАД.
Заснована була 18 грудня 1940 року на авіабазі Мітчел-Філд на Лонг-Айленді, Нью-Йорк; завдання з протиповітряної оборони Континентальних США покладені на армію з 1946 року й перейшли від Командування аерокосмічної оборони США.

## Організаційно-штатна структура 1-ї ПА
- Східний сектор ППО (Гріффісс, Нью-Йорк)
  - 104-те винищувальне крило (MA ANG) (F-15C, C-26B) (Вестфілд-Барнс, Массачусетс)
  - 125-те винищувальне крило (FL ANG) (F-15A/B, C-26B) (Джексонвілл, Флорида)
    - 1-й авіазагін (FL ANG) (F-15A/B) (Гомстед, Флорида)

  - 158-ме винищувальне крило (VT ANG) (F-16C/D, C-26B) (Берлінгтон, Вермонт)
  - 1-й авіазагін, 119-го крила (ND ANG) (F-16A/B) (Ленглі, Вірджинія)
- Західний сектор ППО (WA ANG) (Макхорд-Філд, Вашингтон)
  - 142-ге винищувальне крило (OR ANG) (F-15A/B, C-26B) (Портленд, Орегон)
  - 119-те крило (ND ANG) (MQ-1B Predator, C-21A) (Фарго, Північна Дакота)
  - 144-те винищувальне крило (CA ANG) (F-16C/D, C-26B) (Фресно, Каліфорнія)
    - 1-й авіазагін (CA ANG) (F-16C/D) (Марч, Каліфорнія)

  - 148-ме винищувальне крило (MN ANG) (F-16A/B, C-26B) (Дулут, Міннесота)

## Підпорядкованість
- Головний штаб Повітряного корпусу армії (General Headquarters Air Force) — з 18 грудня 1940 року
- Східне командування оборони — з 24 грудня 1941 року
- Повітряні сили армії США з 17 вересня 1943 року
- Континентальні повітряні сили — з 16 квітня 1945 року
- Командування аерокосмічної оборони — з 21 березня 1946 року
- Континентальне командування Повітряних сил — 1 грудня 1948 до 23 червня 1958 року
- Командування аерокосмічної оборони — 20 січня 1966 до 31 грудня 1969 року
- Тактичне повітряне командування Повітряних сил — з 6 грудня 1985 року
- Бойове командування Повітряних сил США — з 1 червня 1992 року по т.ч.